# Phacelia pinnatifida
Phacelia pinnatifida är en strävbladig växtart som beskrevs av August Heinrich Rudolf Grisebach och Hugh Algernon Weddell. Phacelia pinnatifida ingår i Faceliasläktet som ingår i familjen strävbladiga växter. Inga underarter finns listade i Catalogue of Life.